# Claude Berge
Claude Berge (* 5. Juni 1926 in Paris; † 30. Juni 2002 ebenda) war ein französischer Mathematiker, der sich mit Kombinatorik beschäftigte. Außerdem war er Schriftsteller und Bildhauer.
Berge wurde 1953 an der Universität Paris bei André Lichnerowicz promoviert. Er war am Centre d’Analyse et de Mathématique Sociales (CAMS) der École des hautes études en sciences sociales in Paris. 1957 war er Gastprofessor an der Princeton University und 1985 an der New York University und er war häufig am Indian Statistical Institute.
Berge ist für seine Vermutungen über perfekte Graphen bekannt (Starke Vermutung über perfekte Graphen, 1960). Eine der Vermutungen wurde 1971 von László Lovász gelöst (und wie sich später herausstellte von Delbert Ray Fulkerson, der seinen Beweis aber erst nach der Nachricht von Lovász' Beweis vervollständigte, davor hatte er nach Gegenbeispielen gesucht), die andere 2002 von Maria Chudnovsky, Robin Thomas, Neil Robertson und Paul Seymour.
Von Berge stammt das Konzept des Hypergraphen (Graphen mit mehr als zwei Knoten je Kante). Der Satz von Berge besagt, dass ein Matching (Paarung) M in einem Graph G genau dann maximal ist, wenn es keinen Verbesserungsweg (augmenting path) bezüglich M gibt.
Bekannt ist er auch für seine Bücher über Graphentheorie und Kombinatorik.
1989 erhielt er die EURO Goldmedaille der European Association for Operations Research Societies und 1993 vom Institute of Combinatorics and its Applications die Euler-Medaille. In seinem Buch über topologische Räume bewies er das Berge-Maximum-Theorem, das Anwendungen in der mathematischen Ökonomie hat. Sein Berge-Gleichgewicht in der Theorie der Spiele ist eine Alternative zum Nash-Gleichgewicht.
1960 war er einer der Mitgründer der literarischen Gruppe Oulipo. Er schrieb u. a. einen mathematischen Kriminalroman „Wer tötete den Herzog von Densmore?“.

## Schriften
- Hypergraphs: Combinatorics of finite sets, North Holland 1989 (französisch Dunod 1970)
- Graphs, 2. Auflage, North-Holland 1985
- Graphes et hypergraphes, Dunod 1970 (englisch North Holland 1973, 1976)
- mit Chvátal (Herausgeber): Topics of perfect graphs, North Holland 1984
- Principles of Combinatorics, Academic Press 1971 (französisch Dunod 1968)
- The theory of graphs and its applications, Methuen 1962 (französisch Dunod 1958)
- Espaces topologiques: fonctions multivoques, Dunod 1959
- Théorie générale des jeux à n persons, Gauthier-Villars 1957
- mit Ghouila-Houri: Programme, Spiele, Transportnetze, Teubner, 1967, 1969 (französisch 1962)
- La théorie des graphes, in Jean-Paul Pier (Hrsg.) Development of Mathematics 1950-2000, Birkhäuser 2000